# All Together
All Together è un film del 1942 diretto da Jack King. È un cortometraggio animato di propaganda per la seconda guerra mondiale, prodotto dalla Walt Disney Productions, uscito negli Stati Uniti il 13 gennaio 1942 e distribuito dalla United Artists.